# 安亭西站
安亭西站原名安亭客车场，位于中华人民共和国上海市嘉定区安亭镇境内，是京沪铁路和沪苏通铁路上的车站。车站于2020年7月1日启用，由上海直属站管辖，办理经由沪苏通铁路运行部分列车客运业务，每日大约有10余趟列车停靠，运营首月每日平均发送到达旅客500人次左右。

## 概要

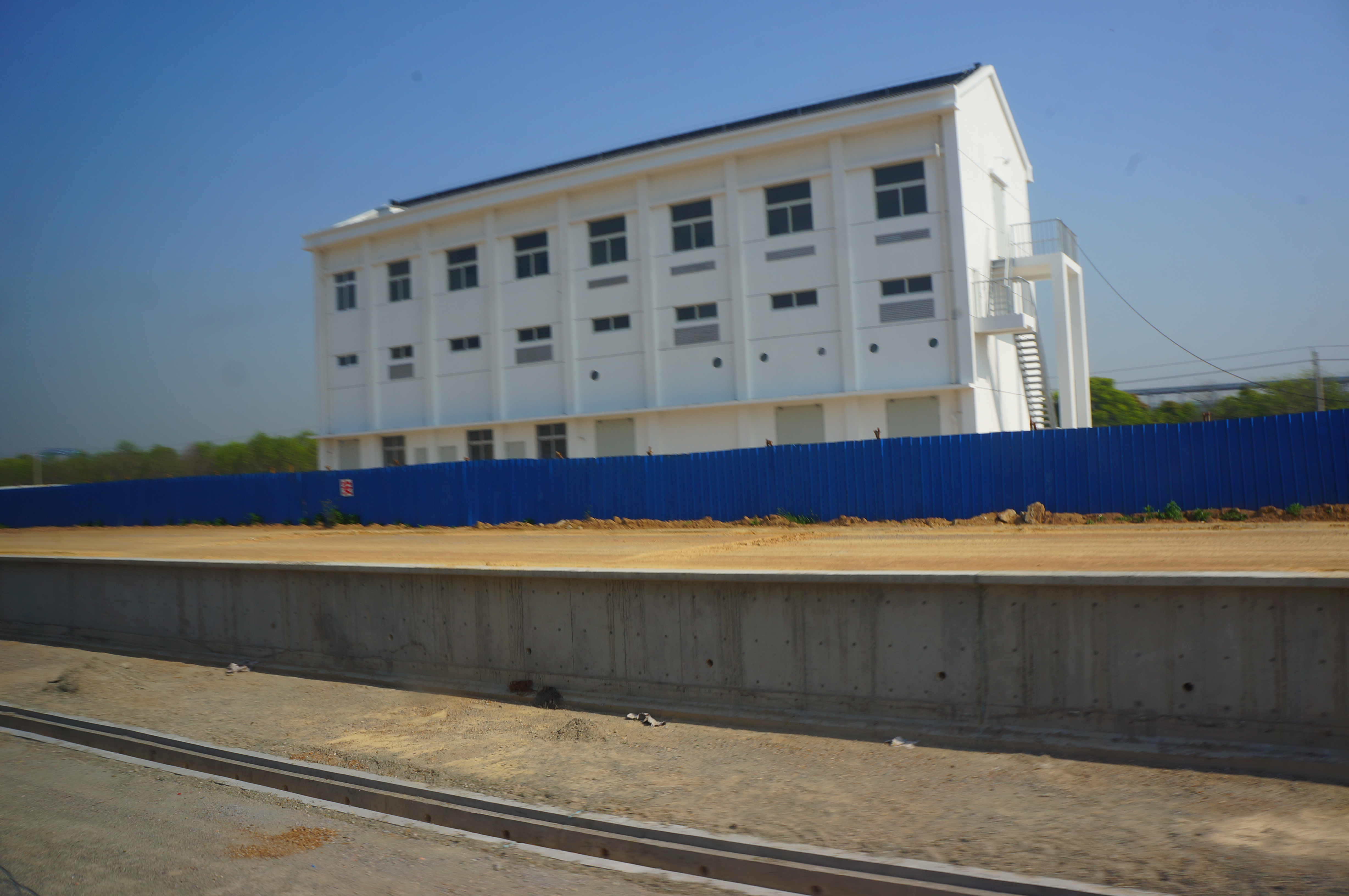
建设中的车站（2017年）

车站作为通沪铁路的中间站于2014年8月开工。2014年年底，车站在《沪通铁路上海市界至封浜段相关工程调整》中被确认办理客运业务。但由于征地和沿线财产分割问题，加之施工路段需影响干线京沪铁路的运行等因素，使得工程量较原先大大增加。在车站施工期间，既有京沪铁路列车限速45公里通过该路段。
为进行京沪铁路两侧的通沪铁路板桩结构施工，2016年10月底开始安亭西站站内京沪双绕便线启用，原京沪铁路既有线停用封锁，列车使用双绕便线通过车站。2017年6月上旬上行线路回拨；7月6日完成下行线回拨。拨接完成后，安亭站封闭，仅开放Ⅰ道、Ⅱ道保证列车通行以应通沪铁路接入改造。
2019年1月铁路部门对安亭西站站舍施工进行招标。站舍于2019年3月开工，计划于2020年4月完工。2019年8月，安亭西站站内线路铺设完成，并开始分担施工中的既有安亭站部分列车的接发。10月29日，预制的安亭西站旅客天桥钢桁架完成吊装。车站施工于2020年5月全部结束。
2020年7月1日，安亭西站随沪苏通铁路通车而启用。

## 车站结构

### 站房

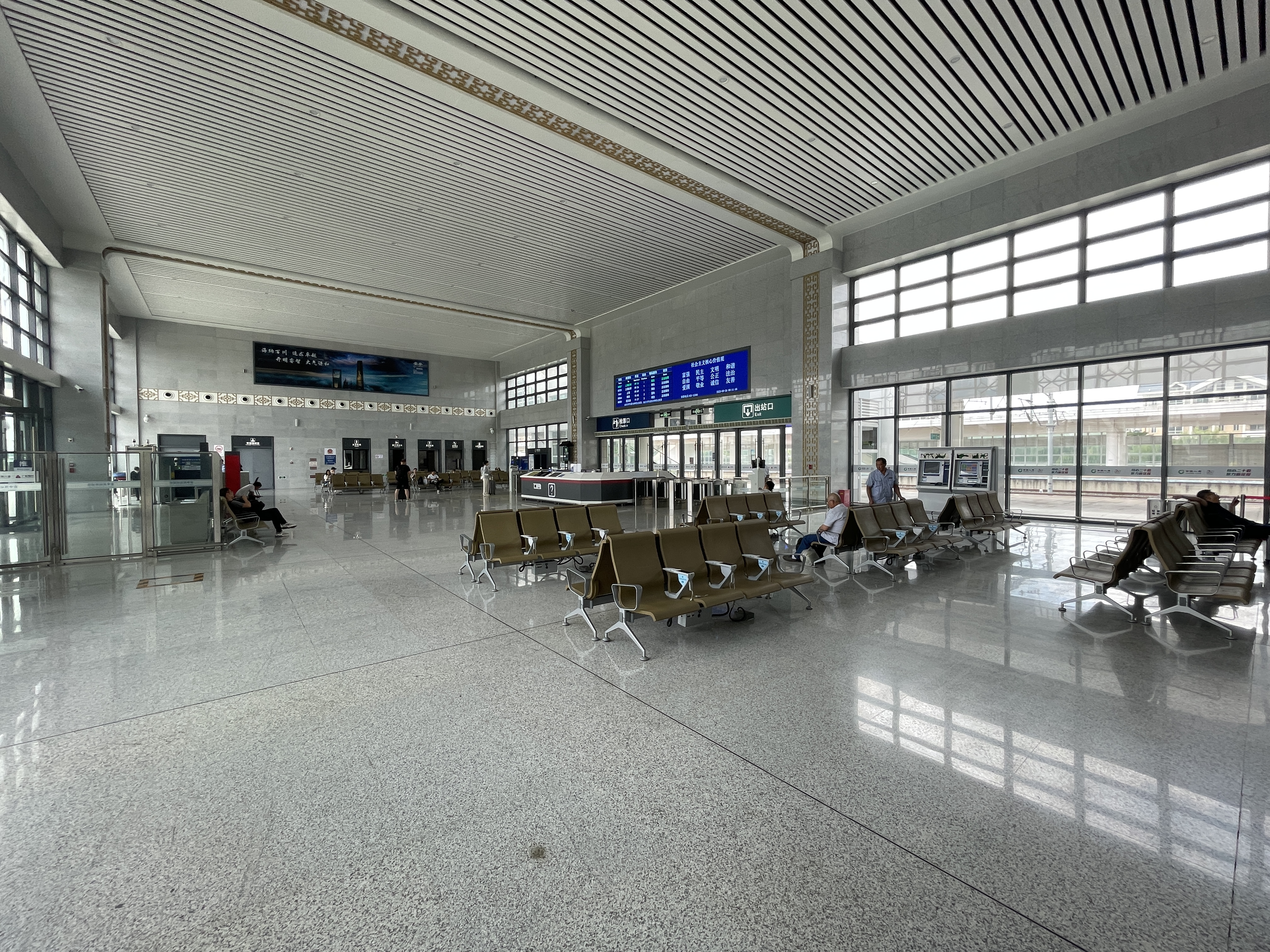
站房内部

安亭西站站房面积1992平方米，高12.5米，站房外立面设计以江南园林为设计意向，屋顶通过展现亭顶的造型，体现了“传统秀气”的设计主题。站房主楼1层，附楼2层并设有地下层。1层进出站大厅实施进出站混流，设有640个候车座椅，此外还设有卫生间、茶水间、母婴室等设施。车站不设有单独的售票处，所有票务服务由位于站房内的3台自动售票机和服务台处理。

### 站场

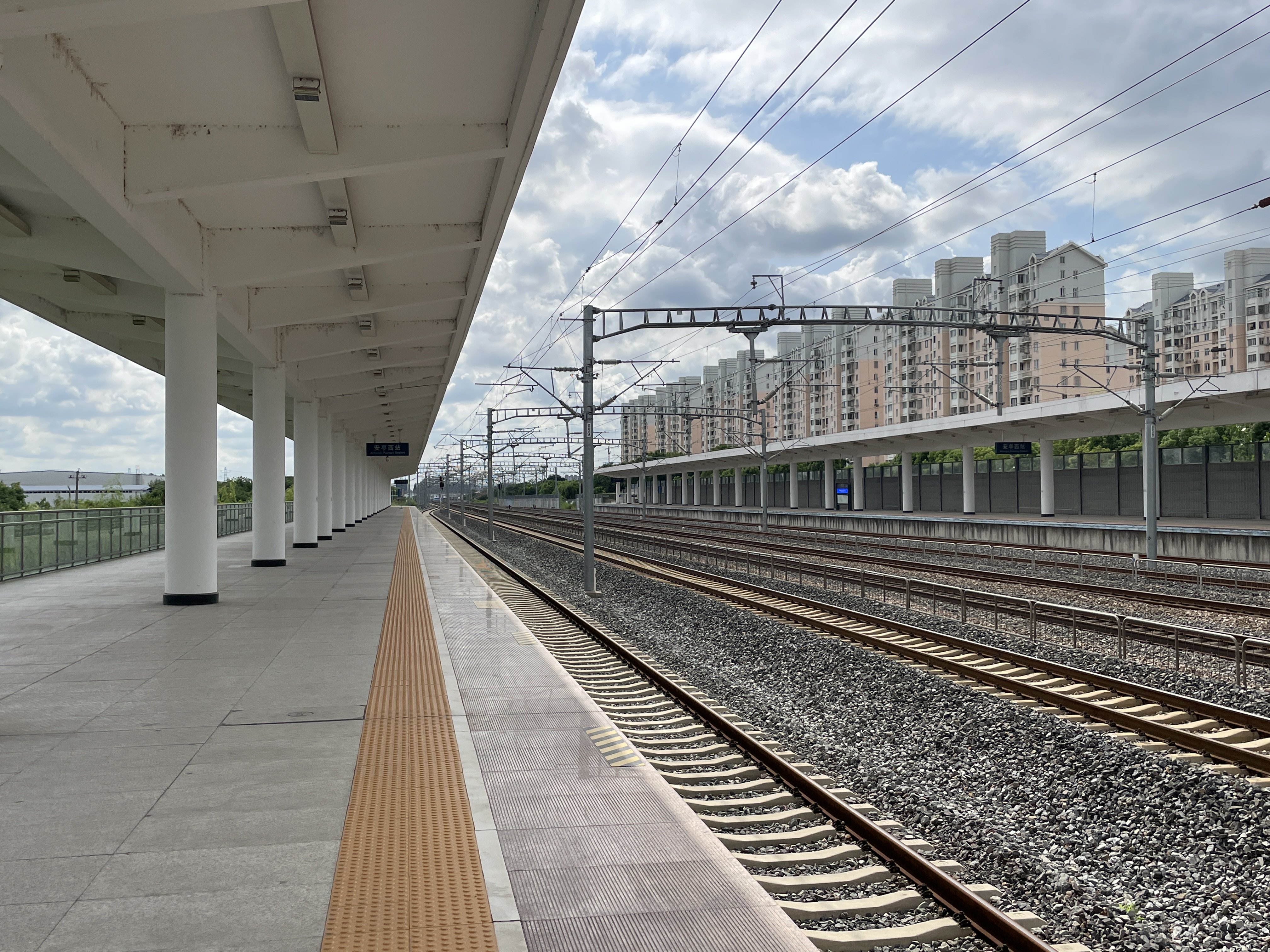
车站站台

安亭西站设有2座站台，1号为下行站台、2号为上行站台。每座站台长550米、宽9米，雨棚9436平方米。站台及站房通过天桥连接：天桥主体结构长度51.8米、宽9.45米、高6.92米，面积1408平方米、结构重约256吨。京沪铁路虽然经过车站，但不在车站办理任何车务。
| 北 | 站房     | 进出站、候车厅                    |
| 北 | 侧式站台 |                                   |
| 北 | 1站台    | 沪苏通铁路 往上海方向（安亭站）   |
| 北 | 通过线   | 沪苏通铁路下行列车通过线          |
| 北 | 通过线   | 京沪铁路下行列车通过线            |
| 北 | 通过线   | 京沪铁路上行列车通过线            |
| 北 | 通过线   | 沪苏通铁路上行列车通过线          |
| 北 | 2站台    | 沪苏通铁路 往南通方向（太仓南站） |
| 南 | 侧式站台 | 侧式站台                          |

## 接驳交通
安亭西站附近计划新建4条市政道路，分别为站前路、浩亭路、友闻路和庭丽路，等级为城市支路。工程于2020年5月底开工，站前路和友闻路于7月1日随车站同步运营，其余工程预计将于9月完工。车站目前有114路区间车接驳，未来将开辟公交联通嘉定主城区、安亭、外冈外，还将辐射嘉昆太区域和“安亭—白鹤—花桥”城镇圈。

## 未来发展
未来上海市区的上海站、上海南站均将逐步迁出普速列车，转型为高速铁路车站，其中上海站的普速列车预计将迁至本站，因此本站还将继续扩建。扩建后的安亭西站与安亭北站将合为一体，设普速通过场（即现有安亭西站）、普速到达场附机务段（始发终到列车专用）、市域场（规划市域铁路宝嘉线、嘉青松金线）和高速场（即现有安亭北站）。地铁14号线也将延伸至此，并预留昆山方向线路。

## 车站周边
- 安亭北站